# Sepidiini

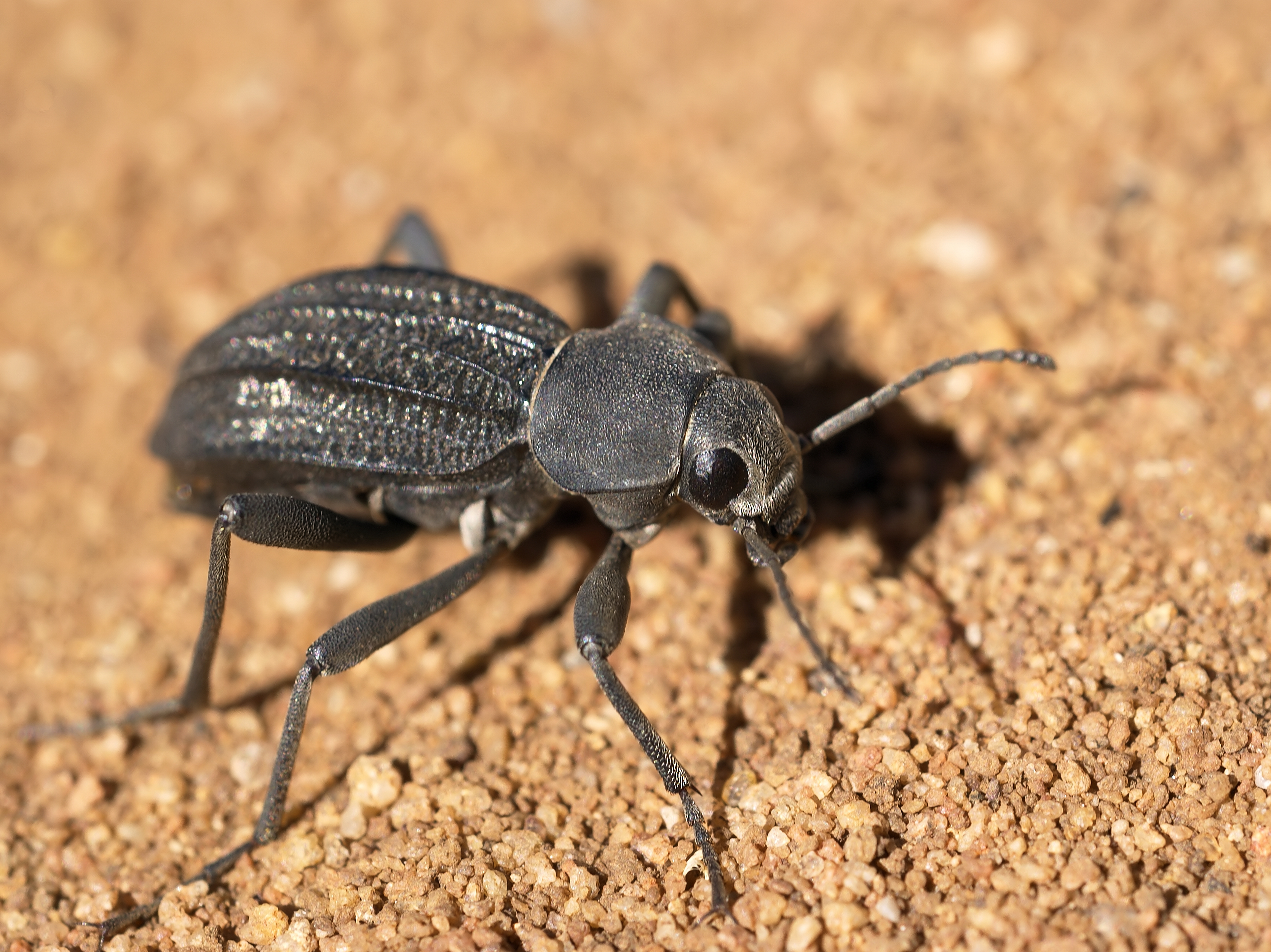
Чернотелка Somaticus aeneus

Sepidiini (лат.) — триба жуков из семейства чернотелок.

## Описание
Морфологически разнообразная группа, из-за сильно дивергирующих форм. Включает много крупных и морфологически необычных видов, например, Stridulomus sulcicollis (Péringuey, 1885), крупнейший представитель (~ 80,0 мм) всего семейства чернотелок. Усики 11-члениковые. Они отличаются от дневных таксонов хорошо развитыми и истинными гипомерами на надкрыльях надкрыльях, подвижностью груди и задней части тела, а также свободными и не слитыми плевритными и плевральными краями стернитов и надкрылий, соответственно.
Считается, что их морфология способствует поглощению и накоплению влаги через швы тела и места свободного соединения частей тела. Представители Sepidiini (за исключением их подтрибы Trachynotina) демонстрируют почти равномерную тенденцию быть ночными, скрытными или предпочитающими тенистые места.
Как и представители трибы Tentyriini, их ежедневный ритм происходит от строго ночных предков. Их открытые и не сращенные швы на теле предполагают использование ночных условий и ночной влажности.
Ночью на телах представителей родов Brinckia, Namibomodes, Synhimba и Phanerotomea отмечаются поверхностные выделения и иногда выделение воскообразного вещества. Предполагается, что это предотвращает испарение воды.
Личинки могут вредит.

## Распространение
Африка, страны Средиземноморского бассейна, Аравийский полуостров, Месопотамия.

## Систематика
Около 1000 видов, 55 родов и 33 подрода в 6 подтрибах:
- Hypomelina Koch, 1955

 — Argenticrinis, Bombocnodulosus, Hypomelus, Iugidorsum, Sulcipectus, Trachynotidus, Triangulipenna, Uniungulum
- Molurina Solier, 1843

 — Bouchardium, Decoriplus, Dichtha, Moluris, Phrynocolus, Toktokkus
- Oxurina Koch, 1955

 — Decoriplus, Miripronotum, Namibomodes, Oxura, Palpomodes, Pterostichula, Stenethmus, Synhimba
- Phanerotomeina Koch, 1958

 — Brinckia, Phanerotomea, Psammodes, Stridulomus, Tarsocnodes
- Sepidiina Eschscholtz, 1829

 — Sepidiopsis, Sepidiostenus, Sepidium, Trichethmus, Vieta, Vietomorpha
- Trachynotina Koch, 1955

 — Epairopsis, Ethmus, Histrionotus, Ossiporis, Oxycerus, Microphligra, Phligra, Somaticus, Trachynotus

### Представители разных подтриб

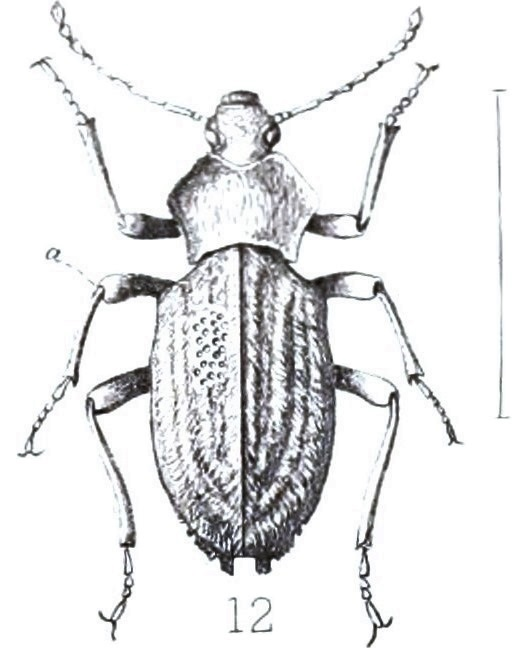
Hypomelus sp., подтриба Hypomelina
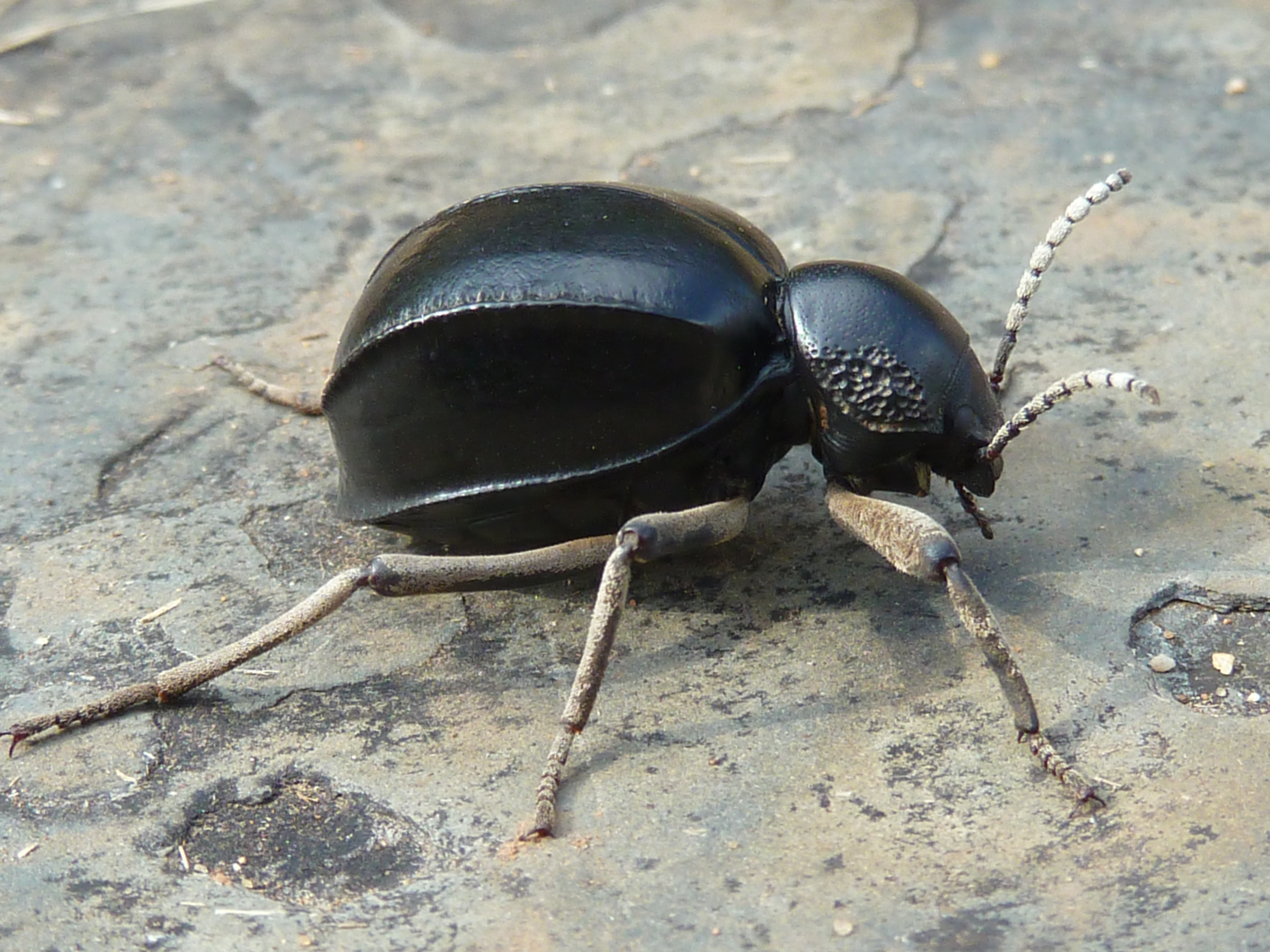
Dichtha sp., подтриба Molurina
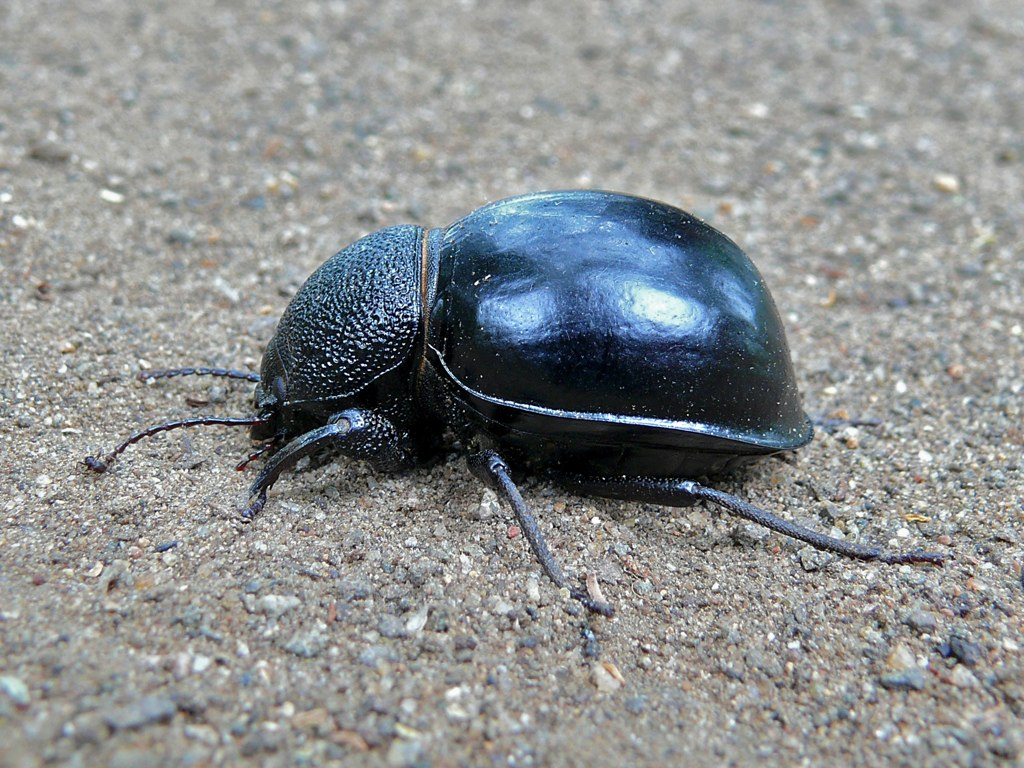
Phanerotomea sp., подтриба Phanerotomeina
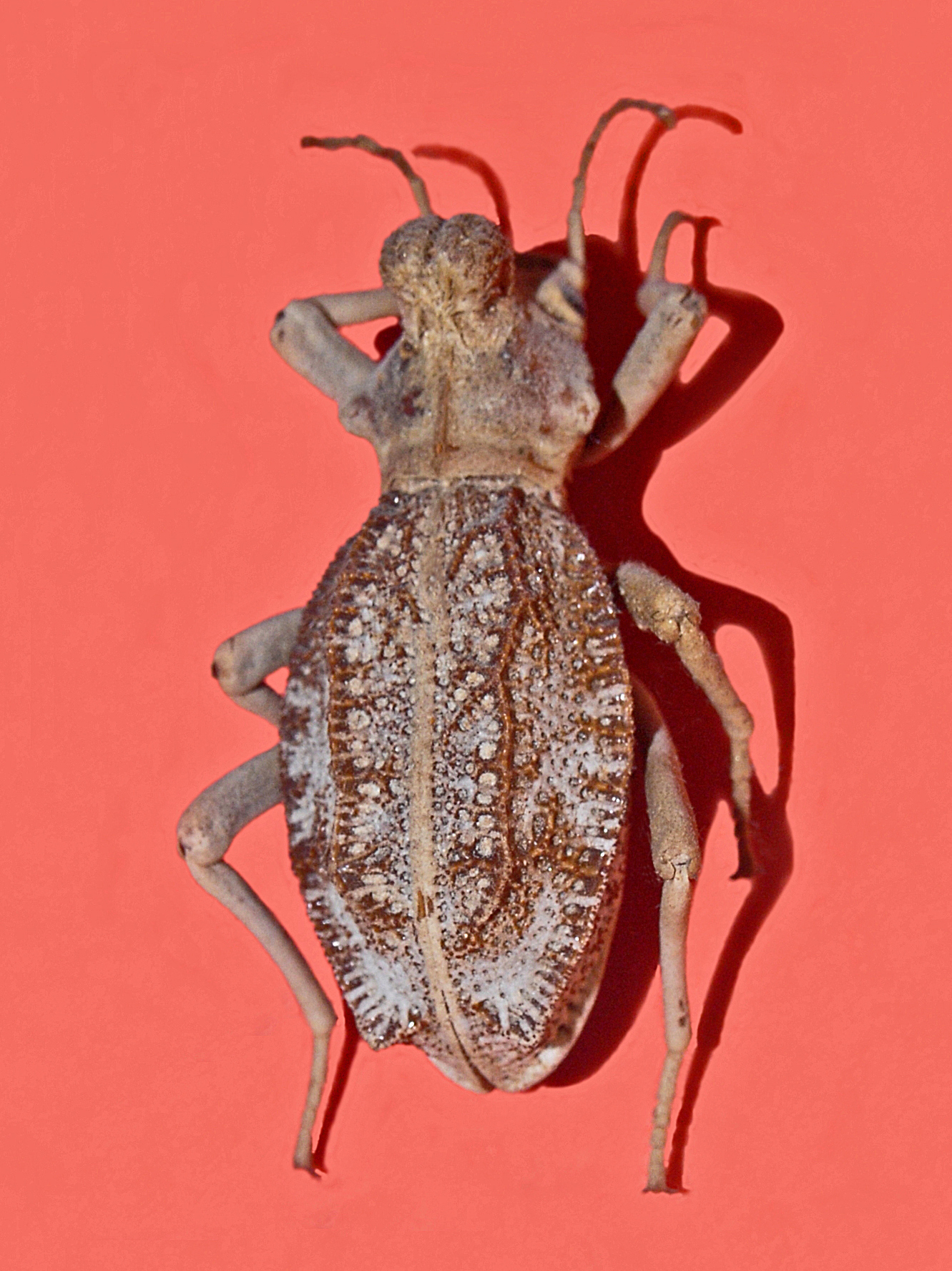
Sepidium sp., подтриба Sepidiina